# Piotr Wrona
Piotr Wrona (ur. 17 lipca 1965) – polski lekkoatleta, trójskoczek i skoczek w dal, medalista mistrzostw Polski.

## Kariera sportowa
Był zawodnikiem AZS-AWF Kraków.
Na mistrzostwach Polski seniorów na otwartym stadionie zdobył jeden srebrny medal w skoku w dal: w 1989. 
Rekord życiowy w trójskoku: 15,48 (26.08.1986).